# Liste der Abgeordneten zum Steiermärkischen Landtag (1867–1869)
Diese Liste nennt die Abgeordneten zum Steiermärkischen Landtag in der zweiten Wahlperiode (1867–1869).

## Zusammentreten
Der Landtag trat in der zweiten Wahlperiode in drei Landtagssitzungen zusammen. Die erste ging von 18. bis 25. Februar 1867, die zweite vom 22. August bis 6. Oktober 1868 und die dritte vom 9. September bis 30. Oktober 1869. Mit kaiserlichem Patent vom 21. Mai 1870 wurde der Landtag aufgelöst.

## Liste der Abgeordneten
| Kurie                       | Wahlbezirk                  | Name                                        | Anmerkung                         |
| --------------------------- | --------------------------- | ------------------------------------------- | --------------------------------- |
| Virilstimmen                | Fürstbischof von Seckau     | Ottokar Maria von Attems († 12. April 1867) |                                   |
| Virilstimmen                | Fürstbischof von Seckau     | Johann Baptist Zwerger                      |                                   |
| Virilstimmen                | Fürstbischof von Lavant     | Jakob Ignaz Maximilian Stepischnegg         |                                   |
| Virilstimmen                | Rektor der Universität Graz | Adalbert Michel                             |                                   |
| Virilstimmen                | Rektor der Universität Graz | Adolf Schauenstein                          |                                   |
| Virilstimmen                | Rektor der Universität Graz | Karl Schenkl                                |                                   |
| Großgrundbesitz             |                             | Karlmann Hieber (1867, 1868)                |                                   |
| Großgrundbesitz             |                             | Carl Freiherr von Hammer-Purgstall (1869)   |                                   |
| Großgrundbesitz             |                             | Josef Graf Kottulinski                      |                                   |
| Großgrundbesitz             |                             | Gustav Ritter von Conrad                    |                                   |
| Großgrundbesitz             |                             | Josef Edler von Neupauer                    |                                   |
| Großgrundbesitz             |                             | Friedrich Graf Attems                       |                                   |
| Großgrundbesitz             |                             | Johann Paul Pauer                           |                                   |
| Großgrundbesitz             |                             | Alois Edler von Kriehuber                   |                                   |
| Großgrundbesitz             |                             | Bartholomäus Ritter von Carneri             |                                   |
| Großgrundbesitz             |                             | Rudolf Freiherr von Hackelberg              |                                   |
| Großgrundbesitz             |                             | Hugo Graf von Lamberg (1867, 1868)          |                                   |
| Großgrundbesitz             |                             | Carl von Stremayr (1869)                    |                                   |
| Großgrundbesitz             |                             | Adalbert Freiherr von Boul-Bernburg         |                                   |
| Großgrundbesitz             |                             | Edmund Langer                               |                                   |
| Städte und Märkte           | Graz, innere Stadt          | Moritz Edeler von Kaiserfeld                | Stellvertretender Landeshauptmann |
| Städte und Märkte           | Graz, innere Stadt          | Karl Rechbauer                              |                                   |
| Städte und Märkte           | Graz, Vorstädte             | Karl von Stremayr                           |                                   |
| Städte und Märkte           | Graz, Vorstädte             | Carl Peters (1869)                          |                                   |
| Städte und Märkte           | Graz, Vorstädte             | Anton von Wasserfall                        |                                   |
| Handels- und Gewerbekammern | Graz                        | Jakob Enz                                   |                                   |
| Handels- und Gewerbekammern | Graz                        | Johann Oberranzmeyer                        |                                   |
| Handels- und Gewerbekammern | Graz                        | Eduard Mulley                               |                                   |
| Handels- und Gewerbekammern | Graz                        | Anton Laßnigg                               |                                   |
| Handels- und Gewerbekammern | Leoben                      | Josef Schlegel                              |                                   |
| Handels- und Gewerbekammern | Leoben                      | Johann Seidl                                |                                   |
| Handels- und Gewerbekammern | Leoben                      | Anton Graf Auersperg                        |                                   |
| Städte und Märkte           | Frohnleiten                 | Gustav Franz Xaver von Schreiner            |                                   |
| Städte und Märkte           | Hartberg                    | Alois Edler von Feyrer                      |                                   |
| Städte und Märkte           | Fürstenfeld                 | Carl Bayer                                  |                                   |
| Städte und Märkte           | Radsersburg                 | Mathias Lohninger                           |                                   |
| Städte und Märkte           | Leibnitz                    | Moritz Schreiner                            |                                   |
| Städte und Märkte           | Voitsberg                   | Ignatz Koch (1867, 1868)                    |                                   |
| Städte und Märkte           | Voitsberg                   | Josef Scholz (1869)                         |                                   |
| Städte und Märkte           | Bruck                       | Wilhelm Mannisch                            |                                   |
| Städte und Märkte           | Leoben                      | Peter Ritter von Tunner                     |                                   |
| Städte und Märkte           | Judenburg                   | Johann Fleckh                               |                                   |
| Städte und Märkte           | Liezen                      | Josed Baltl                                 |                                   |
| Städte und Märkte           | Murau                       | Josef Korzinek                              |                                   |
| Städte und Märkte           | Murau                       | Hermann Tunner (1869)                       |                                   |
| Städte und Märkte           | Marburg                     | Andreas Tappeiner                           |                                   |
| Städte und Märkte           | Marburg                     | Friedrich Brandstetter (1869)               |                                   |
| Städte und Märkte           | Cilli                       | Josef Neckermann                            |                                   |
| Städte und Märkte           | Windischgrätz               | Josef Sonns                                 |                                   |
| Städte und Märkte           | Windischgrätz               | Oskar Schmid                                |                                   |
| Städte und Märkte           | Pettau                      | Josef Ritter von Waser                      |                                   |
| Landgemeinden               | Umgebung Graz               | Franz Brandstetter                          |                                   |
| Landgemeinden               | Weitz                       | Moritz von Kaiserfeld                       |                                   |
| Landgemeinden               | Hartberg                    | Ferdinand Berditsch                         |                                   |
| Landgemeinden               | Hartberg                    | Richard Heschl (1869)                       |                                   |
| Landgemeinden               | Feldbach                    | Alois Altmann                               |                                   |
| Landgemeinden               | Feldbach                    | Franz Graf                                  |                                   |
| Landgemeinden               | Radkersburg                 | Johann Pairhuber                            |                                   |
| Landgemeinden               | Leibnitz                    | Moritz Ritter von Franck                    |                                   |
| Landgemeinden               | Leibnitz                    | Alois Schlosser                             |                                   |
| Landgemeinden               | Stainz                      | Josef Haffner                               |                                   |
| Landgemeinden               | Bruck                       | Carl Graf Gleispach                         | Landeshauptmann                   |
| Landgemeinden               | Leoben                      | Franz Rachoy                                |                                   |
| Landgemeinden               | Judenburg                   | Raimund Aichmayer                           |                                   |
| Landgemeinden               | Judenburg                   | Viktor Felix Seßler (1869)                  |                                   |
| Landgemeinden               | Liezen                      | Josef Pfeifer                               |                                   |
| Landgemeinden               | Murau                       | Arnold Plankensteiner                       |                                   |
| Landgemeinden               | Irdning                     | August von Wintersberg                      |                                   |
| Landgemeinden               | Cilli                       | Jakob Razlag                                |                                   |
| Landgemeinden               | Cilli                       | Ivan Zuza (1869)                            |                                   |
| Landgemeinden               | Cilli                       | Johann Lipold                               |                                   |
| Landgemeinden               | Windischgräz                | Josef Rack                                  |                                   |
| Landgemeinden               | Marburg                     | Josef Woschniak                             |                                   |
| Landgemeinden               | Marburg                     | Ferdinand Dominkusch                        | Wahl wurde ungültig erklärt       |
| Landgemeinden               | Marburg                     | Conrad Seidl                                |                                   |
| Landgemeinden               | Luttenberg                  | Mathias Prelog                              |                                   |
| Landgemeinden               | Pettau                      | Michael Hermann                             |                                   |
| Landgemeinden               | Rann                        | Alois Lenček                                |                                   |